# The Haunted Man
The Haunted Man je třetí studiové album anglické hudebnice Bat for Lashes. Vydáno bylo 12. října 2012 společností Parlophone a spolu se zpěvačkou jej produkovali
Dan Carey, Rob Ellis a David Kosten. Nahráváno bylo v několika studiích, převážně v Londýně. První singl z alba, „Laura“, byl vydán 24. července 2012. Deska se umístila na šesté příčce britské hitparády. Na obalu alba je zpěvačka nahá a na ramenou drží muže, rovněž nahého, který zakrývá citlivé partie. Uvedla k tomu, že záměrně použila pózu, která není „sexy“, a to jako vyjádření k zacházení uměleckého průmyslu se ženami. Zároveň uvedla, že byla překvapena kontroverzemi, které obal vyvolal. Pro srovnání uvedla, že zpěvačka Beyoncé ve svém videoklipu k písni „Best Thing I Never Had“ (2011) vystupuje pouze v bílém spodním prádle, což je podle ní velmi sexuální. Zároveň řekla, že na většině obalů jsou fotografie žen upraveny (kůže, rty, ňadra), zatímco ona je na této fotografii bez make-upu a úprav. Autorem fotografie na obalu je Ryan McGinley.

## Seznam skladeb
1. Lilies – 4:45
2. All Your Gold – 4:31
3. Horses of the Sun – 4:59
4. Oh Yeah – 4:54
5. Laura – 4:25
6. Winter Fields – 3:41
7. The Haunted Man – 5:16
8. Marilyn – 4:35
9. A Wall – 4:00
10. Rest Your Head – 4:03
11. Deep Sea Diver – 6:19

## Obsazení
- Natasha Khan – zpěv, autoharfa, syntezátory, programování, harfa, klavír, omnichord, činely, aranžmá, sampler, zvony, perkuse, bicí, programování, baskytara, mellotron, harmonium
- David Kosten – klávesy, programování, beaty, syntezátory, vokodér
- Dan Carey – programování, kytara, klavír, perkuse, baskytara, syntezátory, sampler
- Dave Sitek – syntezátory
- Finn Vine – kytara
- Leo Taylor – bicí
- John Metcalfe – aranžmá, sampler, programování, dirigent
- Everton Nelson – housle
- Rick Koster – housle
- Ali Dods – housle
- Ian Humphries – housle
- Louisa Fuller – housle
- Jeff Moore – housle
- Kate Robinson – housle
- Natalia Bonner – housle
- Bruce White – viola
- Nick Barr – viola
- Vicci Wardman – viola
- Ian Burdge – violoncello
- Chris Worsey – violoncello
- Sophie Harris – violoncello
- Sally Herbert – aranžmá, dirigování
- Michael Spearman – bicí
- Jeremy Pritchard – baskytara
- T.J. Allen – syntezátory
- Adrian Utley – syntezátory, kytara
- Tim Pigott-Smith – housle
- Oli Langford – housle, aranžmá
- Maximillian Baillie – viola
- Lucy Railton – violoncello
- Rob Ellis – marimba, bicí, zpěv
- Brendan Ashe – klavír, zpěv, aranžmá
- Justin Parker – klavír
- Richard Watkins – lesní roh
- Dan Newell – trubka
- Mike Kearsey – pozoun
- Oren Marshall – tuba
- Richard Pryce – kontrabas
- Steve Rossell – kontrabas
- Eliza Marshall – basová flétna, flétna
- Sarah Jones – doprovodné vokály
- Ben Christophers – zpěv, sampler, klavír, syntezátory
- Chris Vatalaro – tympány
- Beck Hansen – kytara, syntezátory, programování, bicí automat
- Charlotte Hatherley – aranžmá
- Tariq Khan – syntezátory
- James Ford – syntezátory, programování